# Bassi Pathana
Bassi Pathana (Panjabi ਬਸੀ ਪਠਾਣਾਂ) ist eine Stadt im indischen Bundesstaat Punjab.
Bassi Pathana befindet sich im Distrikt Fatehgarh Sahib. Die Stadt liegt 6 km nördlich der Distrikthauptstadt Sirhind-Fatehgarh Sahib an der Straße nach Morinda. Bassi Pathana besitzt einen Bahnhof an der Bahnstrecke von Sirhind nach Morinda.
Bassi Pathana erhielt als erste Gemeinde im Distrikt die Stadtrechte (1939 als Town Committee).
Die Stadt Bassi Pathana besitzt heute den Status eines Municipal Councils und ist in 13 Wards gegliedert.
Beim Zensus 2011 betrug die Einwohnerzahl von Bassi Pathana 20.288. 10 Jahre zuvor lag die Einwohnerzahl noch bei 19.058.
Es wird angenommen, dass die Stadt auf eine Gründung des Afghanen Malik Khan im Jahr 1540 zurückgeht, der sich während der Regentschaft von Sher Khan Suri hier ansiedelte. Später wurde Bassi Pathana Verwaltungssitz des Nizamat Amargarh des Fürstenstaates Patiala. Während der Ära der Patiala and East Punjab States Union (PEPSU) war Bassi Pathana Verwaltungssitz der Subdivision Fatehgarh Sahib. Heute befindet sich in der Stadt die Verwaltung des gleichnamigen Tehsils und Blocks.